# À skis redoublés
À skis redoublés (Skiboy) est une série télévisée britannique en 13 épisodes de 25 minutes, diffusée en 1974 sur le réseau ITV. En France, la série a été diffusée en 9 novembre 1983 sur FR3, puis rediffusée du 8 juin au 14 septembre 1988 sur FR3.

## Synopsis
Les aventures d'un adolescent britannique qui fait du ski dans les Alpes.

## Distribution
- Stephen R. Hudis : Bobby Noêl « Skiboy » (rôle-titre)
- Robert Coleby : Jean Noêl
- Frederick Jaeger : Jacques Noêl
- Patricia Haines : Claire Noêl
- Margot Alexis : Sadie

## Épisodes
1. Le Mauvais Œil (Mountain Witch)
2. Ne criez pas aux loups (Cry Wolf) *
3. La Vengeance (Cold Shoulder)
4. Rivalité (Family Feud)
5. Danger (Buried Menace) *
6. L’Enlèvement (Vanishing Trick)
7. L’Évadé (Danger Trail)
8. Les Voleurs (Hot Ice) *
9. Le Chien dans la bergerie (Killer Dog) *
10. L’Hôte indésirable (Unwelcome Guest)
11. Pari stupide (Death Mountain)
12. Le Choix (Treasure Trove)
13. L’Or sous la neige (Breaking Point) *

## Commentaires
Produite par Derrick Sherwin pour ITV, cette série a été tournée à Saint-Luc (dans les Alpes suisses)

## DVD
Un DVD de 5 épisodes (*) en version française, est sorti le 7 mai 2024 dans la collection Télé Nostalgie, distribué par LCJ Éditions & Productions.

## Responsable des cascades
- Stéphane Zürcher et François Gillioz
- Stephen R. Hudis, qui avait seize ans lors du tournage de cette série, devint par la suite cascadeur. Son père est le scénariste Norman Hudis.